# 奧斯瓦爾德·馬蒂亞斯·翁格爾斯
奧斯瓦爾德·馬蒂亞斯·翁格爾斯（德語：Oswald Mathias Ungers，1926年7月12日—2007年9月30日）為一名德國建築師和建築理論家，其作品以理性主義風格聞名，並廣泛使用方塊形式。其曾設計多座位於法蘭克福、漢堡和科隆的知名博物館。

## 生平
翁格爾斯出生於艾費爾地區的凱撒斯埃施。他於1947年至1950年期間於卡尔斯鲁厄理工学院學習建築學，指導教授為埃貢·艾爾曼。1950年，他於科隆創辦自己的建築師事務所，並先後於1964年、1974年和1983年在柏林、法蘭克福和卡爾斯魯爾設立辦事處。
1963年至1967年間，翁格爾斯作為一名教授執教柏林工業大學，1965年至1967年間更擔任建築系系主任一職。1968年，翁格爾斯移民美國，並於1969年至1974年期間擔任康乃爾大學建築系系主任。1971年，他成為美國建築師學會會員。此外，他還分別於1973年和1978年擔任哈佛大學的客座教授，以及1974年至1975年擔任加利福尼亞大學洛杉磯分校的客座教授。1976年，翁格爾斯返回德國，並於1979年至1980年間擔任奧地利維也納應用藝術大學的客座教授，之後於1986年成為杜塞道夫藝術學院的正教授。
2007年9月30日，翁格爾斯因肺炎與世長辭。身前，他與莉澤洛特·蓋柏勒（Liselotte Gabler，1926年－2010年）結為連理，兩人育有一子二女。兒子西蒙·翁格爾斯同樣為建築師，其於2006年因長年飽受精神病折磨而自殺。

## 作品風格
翁格爾斯的作品以嚴格的柵格式布局著稱，基本設計元素以正方形和圓形，以及正方體和球體為主。作為一名建築理論家和教育者，翁格爾斯得到的評價相當兩極，支持者稱讚他的風格為「德國式理性主義」，批評者則以「二元主義」戲稱之。翁格爾斯的這種風格深受法國建築師讓-尼古拉-路易·迪朗，迪朗於其1820年出版的著作稱柵格式布局適用於所有建築類型的設計。翁格爾斯稱自己的建築風格不盲從時代潮流左右，反而更受到古羅馬和古希臘的建築所影響，批評者則指責其過於形式主義。在設計法蘭克福展覽會場時，翁格爾斯提出了「新式明晰」觀點。不同於許多建築師，翁格爾斯長年未大幅改變過自己的設計風格。翁格爾斯為第二次現代主義主要的理論家之一。
翁格爾斯較有名的學生有馬克斯·杜德勒、尤·弗朗茨克、漢斯·科爾霍夫、雷姆·庫哈斯、尤爾根·薩瓦德和李恩揚。

## 建築研究檔案庫

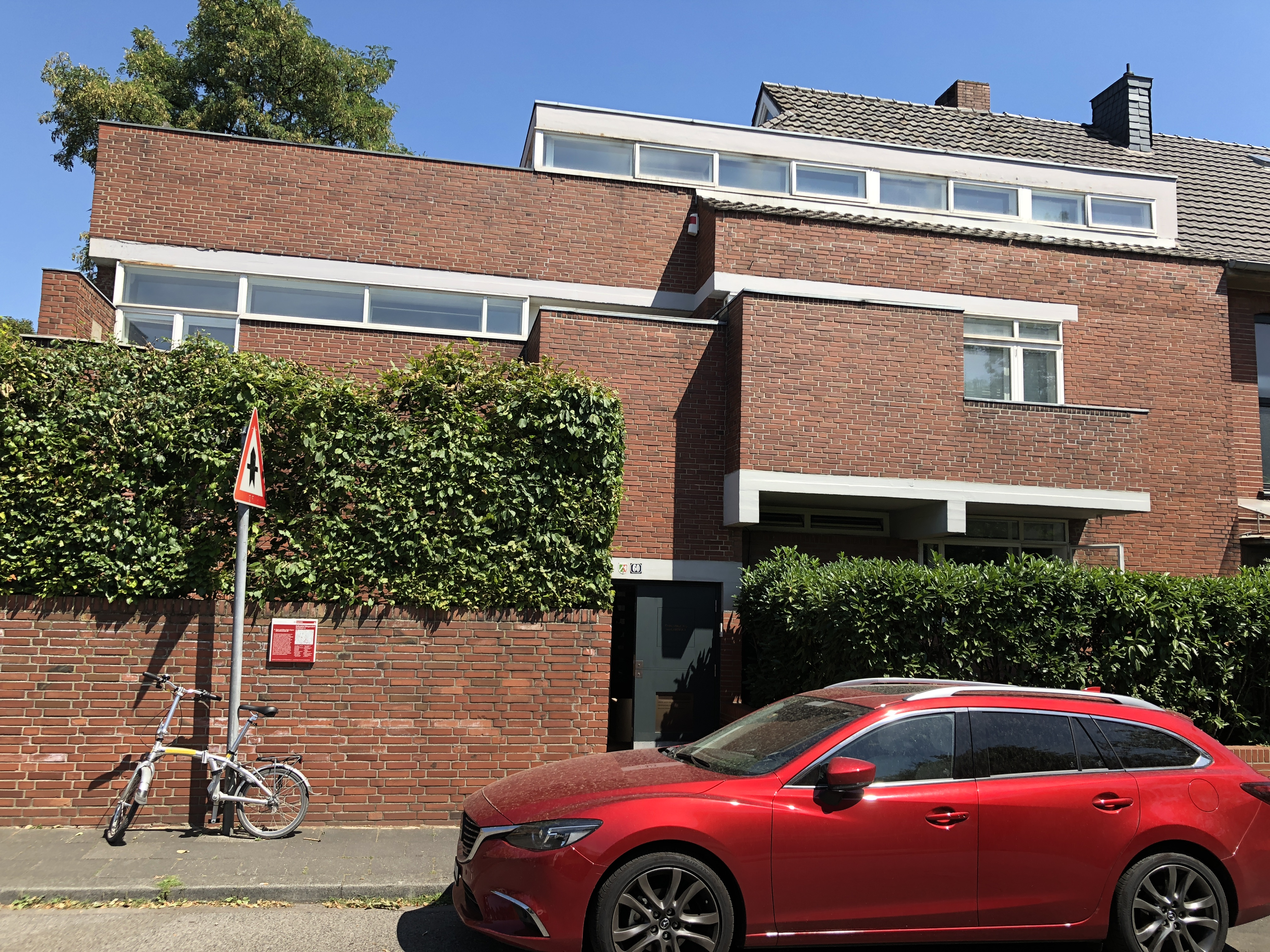
翁格爾斯身前位於科隆蒙加士多夫望景樓街60號的自宅。

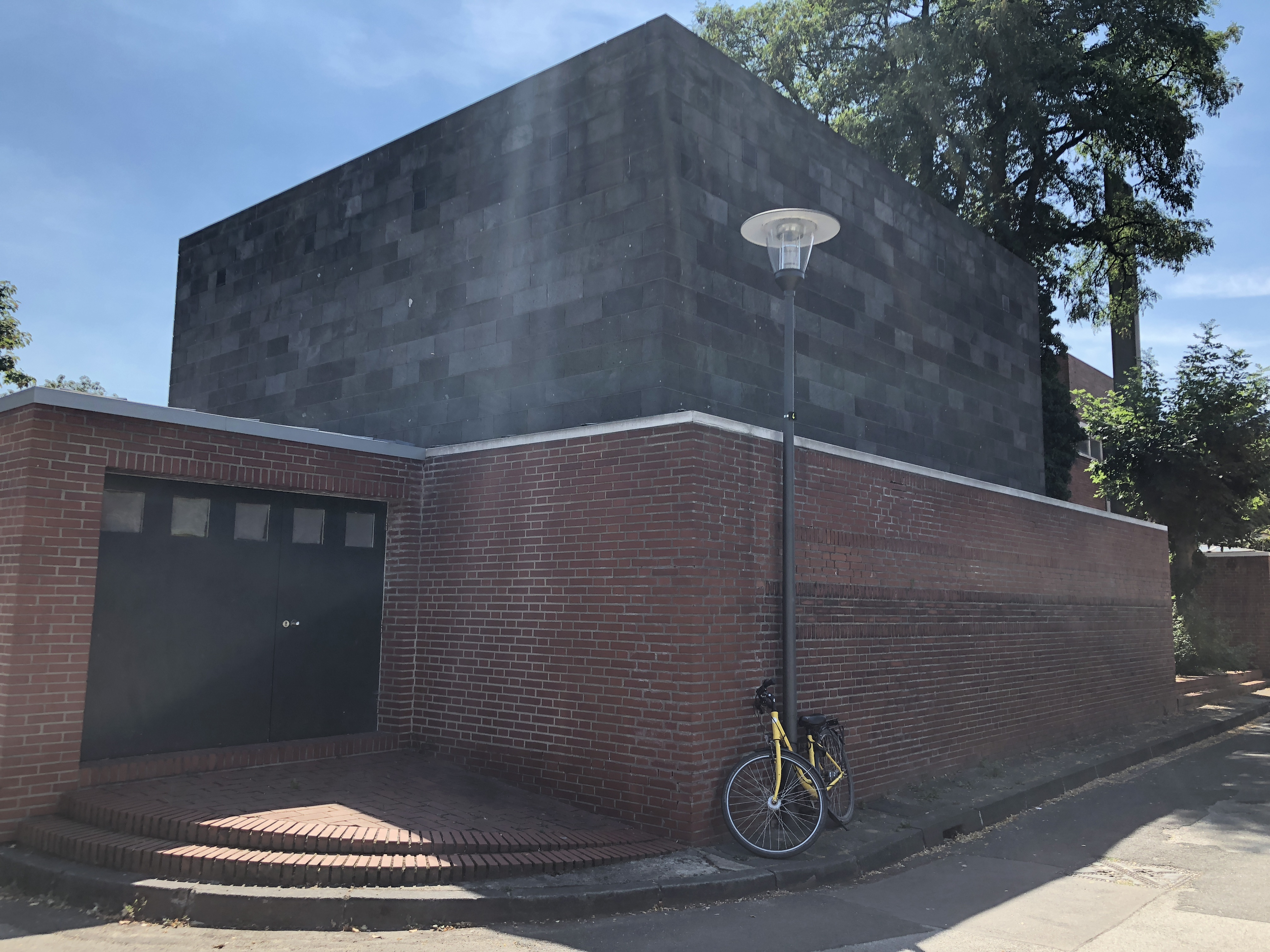
翁格爾斯建築研究檔案庫位於自宅旁的黑色方塊狀建築內。

翁格爾斯建築研究檔案庫為翁格爾斯個人的建築圖書館，也是其建築師生涯中極其重要的一部份，自1950年代設立以來陸續擴大至今日的規模。館內藏書除建築類論文和書籍外，還包括透視原理和色彩理論等領域的出版物。一些重要藏書包括維特魯威所著、於1495年出版的《建築十書》（拉丁語：De Architectura Libri Decem）第一版，還有如《魏瑪時期的國立包豪斯學校:1919年-1923年》（德語：Staatliches Bauhaus in Weimar 1919-1923）等稀有著作，以及俄羅斯先鋒派的出版物，如埃爾·利西茨基所著的《兩個正方形的故事》（德語：Suprematische Geschichte von zwei Quadraten）。如今該圖書館位於翁格爾斯生前位於科隆蒙加士多夫望景樓街60號（德語：Belvederestraße 60, 50933 Köln-Müngersdorf）的自宅旁一座方塊狀建物內，並對外開放供研究者使用。

### 翁格爾斯收藏的經典建築模型
除圖書外，翁格爾斯建築研究檔案庫還藏有一些經典建築物的模型，這些模型由翁格爾斯本人和建築模型製作師和設計師貝恩德·格林（德語：Bernd Grimm）合作製作。翁格爾斯希望能夠提供研究者一些具歷史意義的標誌性建築物的立體收藏。這些模型的結構為木造，外表則以白色雪花石膏進行表面處理。

#### 部分建築模型收藏
- 1993年：帕德嫩神廟，雅典，建於前447年-前438年。比例1：50。[9]
- 1995年：萬神廟，羅馬，建於118年-128年。比例1：50。[9]
- 2001年：蒙特城堡，阿普利亞，建於1240年-1250年。比例1：70。[9]
- 2001年：坦比哀多，羅馬，多納托·伯拉孟特設計，建於1502年。比例1：15。[9]
- 2002年：艾薩克·牛頓紀念碑，艾蒂安-路易·布雷設計，建於1784年。比例1：400。[9]
- 2004年：狄奧多里克陵墓，拉文納，建於520年前後。比例1：20。[9]

## 主要作品

### 已完工
- 1958年－1959年，翁格爾斯一號宅，德國科隆。
- 1979年－1984年，德國建築博物館，德國法蘭克福。
- 1980年－1983年，展覽中心門戶大廈，德國法蘭克福。
- 1981年－1984年，康斯坦丁廣場，德國特里爾。
- 1983年－1991年，巴登-符騰堡邦立圖書館，德國卡爾斯魯爾。
- 1986年，原阿爾弗雷德·魏格納極地與海洋研究所主樓，德國不萊梅哈芬。
- 1993年－1996年，Q 207，德國柏林。
- 1994年，德國駐美大使官邸，美國華盛頓哥倫比亞特區。
- 1994年－1995年，翁格爾斯三號宅（又稱「沒有屬性的房屋」），德國科隆。
- 1995年，漢堡美術館當代藝術館，德國漢堡。
- 1998年－2001年，Dorotheenhöfe，德國柏林。
- 2001年，瓦爾拉夫-里夏茨博物館，德國科隆。
- 2006年，羅馬式浴場遺址入口，德國特里爾。

### 施工中
- 2000年，翁格爾斯贏得了柏林佩加蒙博物館整修工程設計的競圖，其方案因涉及大量修改原建築而飽受爭議，而該建築自1930年以來未曾整修過。工程預計2022年完工。

## 圖集

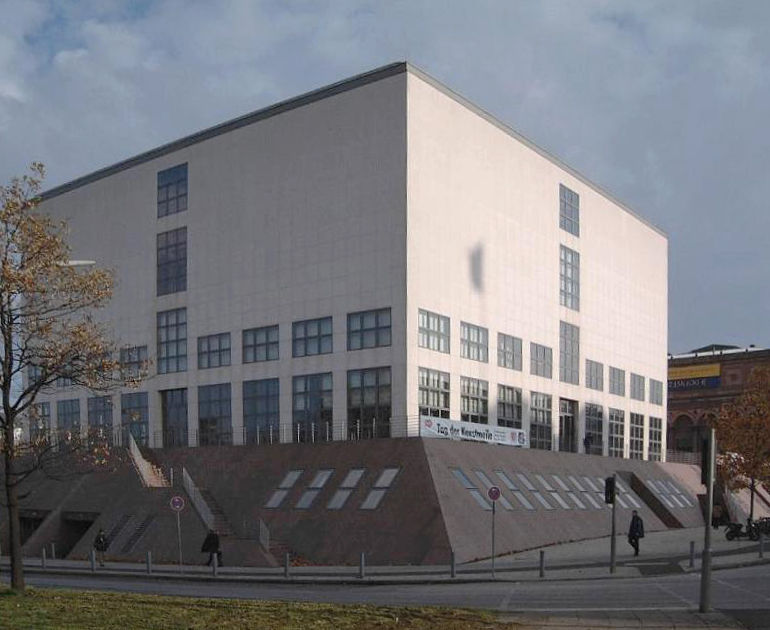
漢堡美術館當代藝術館，德國漢堡。
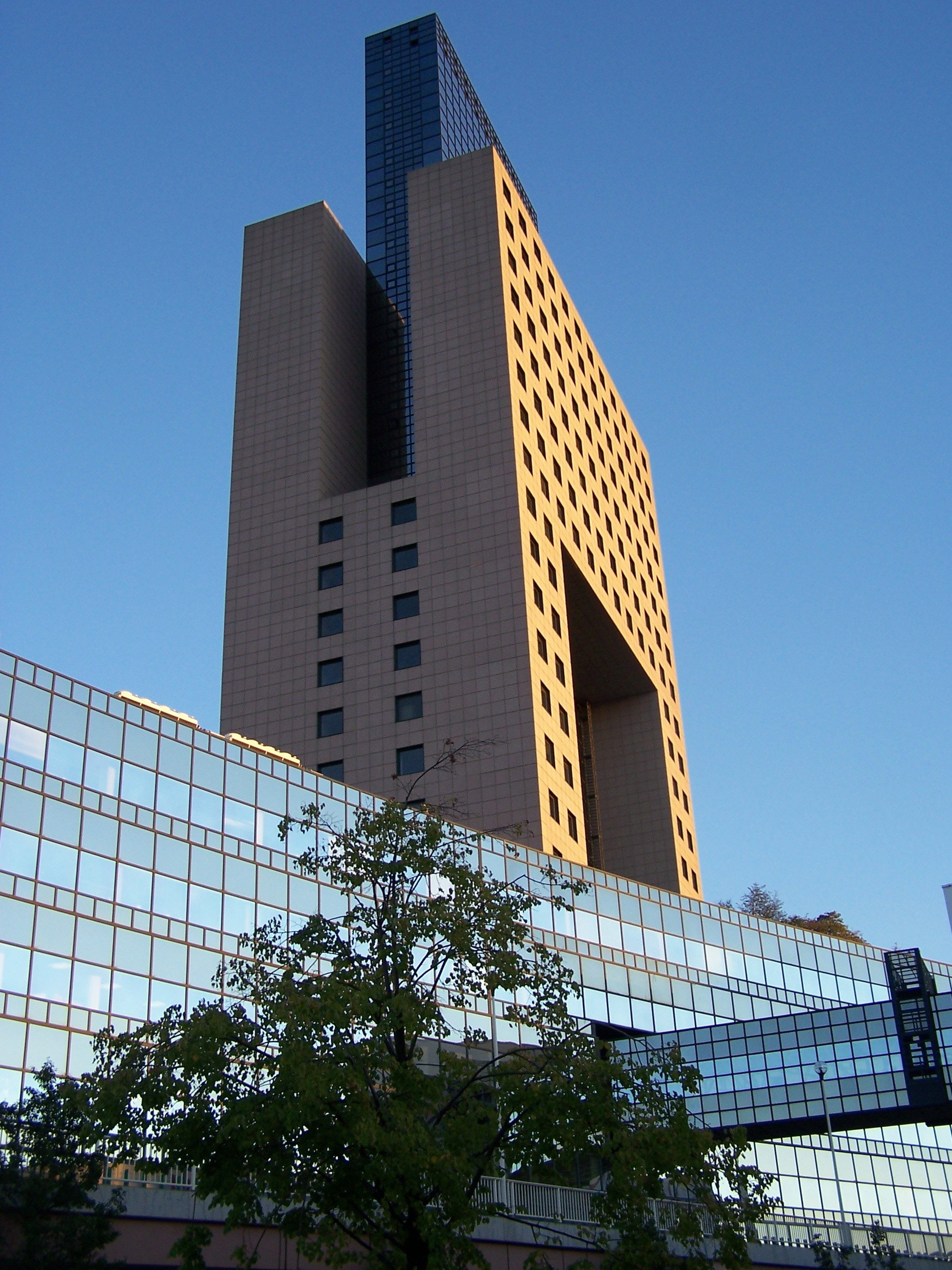
展覽中心門戶大廈，德國法蘭克福。
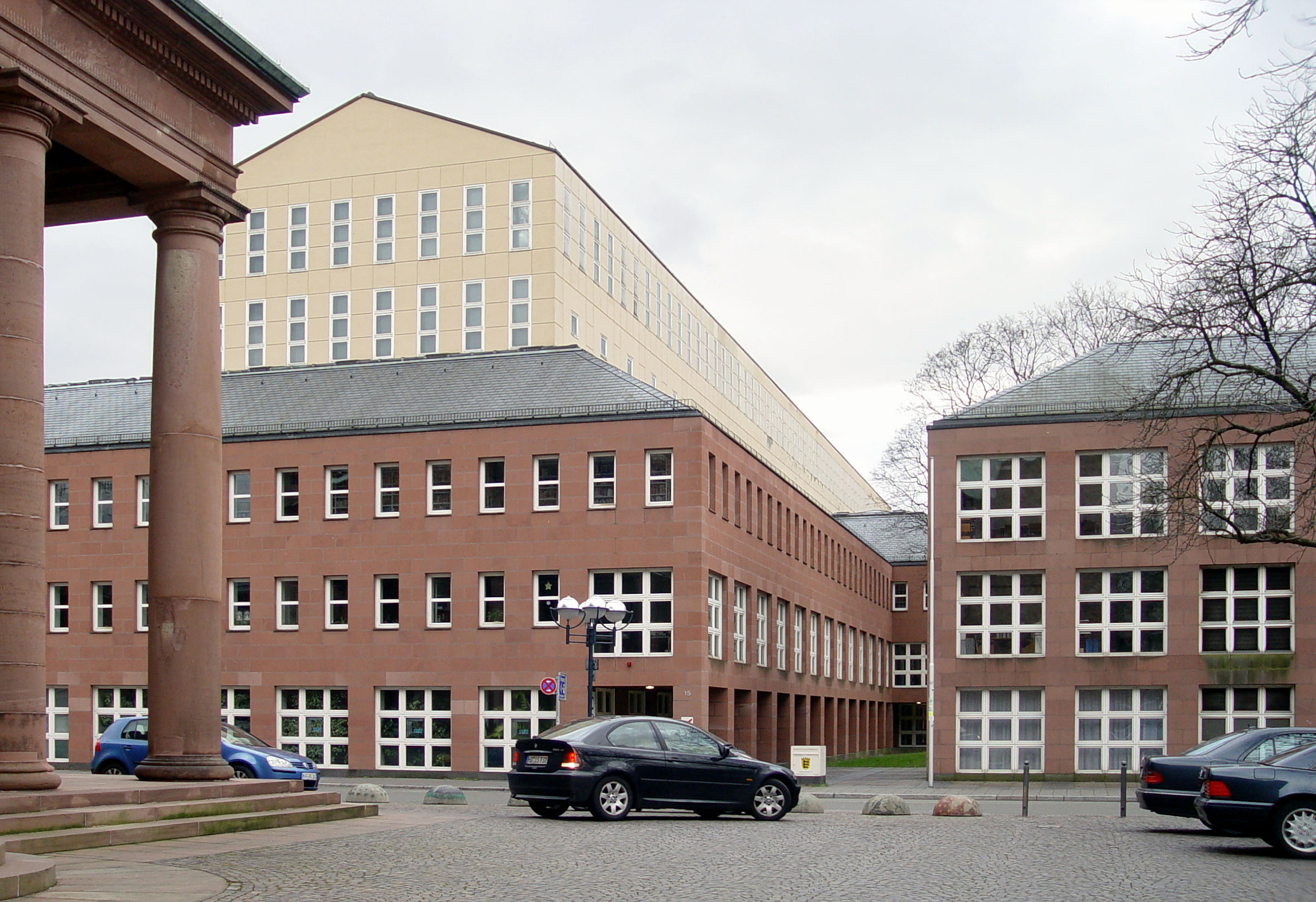
巴登-符騰堡邦立圖書館，德國卡爾斯魯爾。
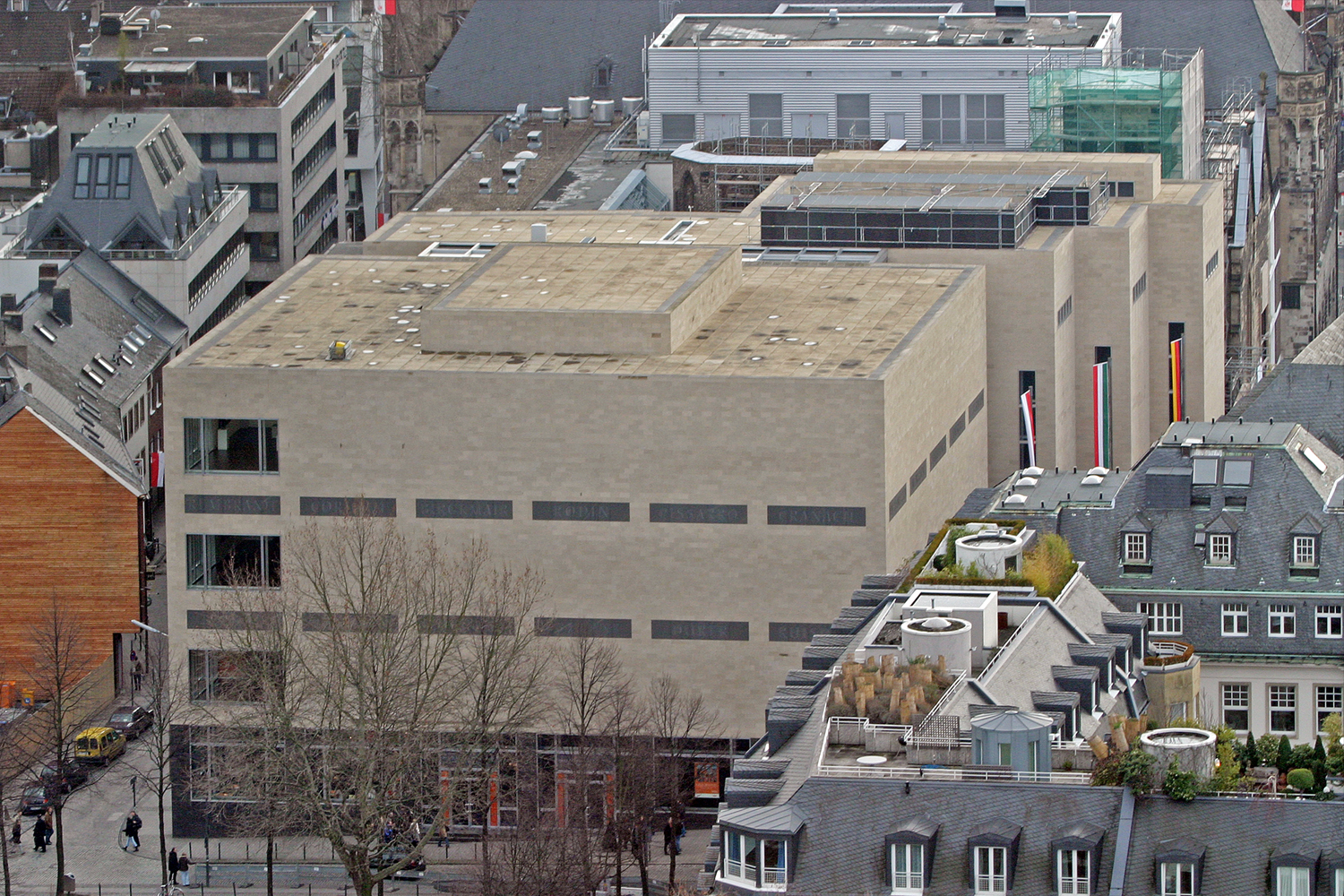
瓦爾拉夫-里夏茨博物館，德國科隆。
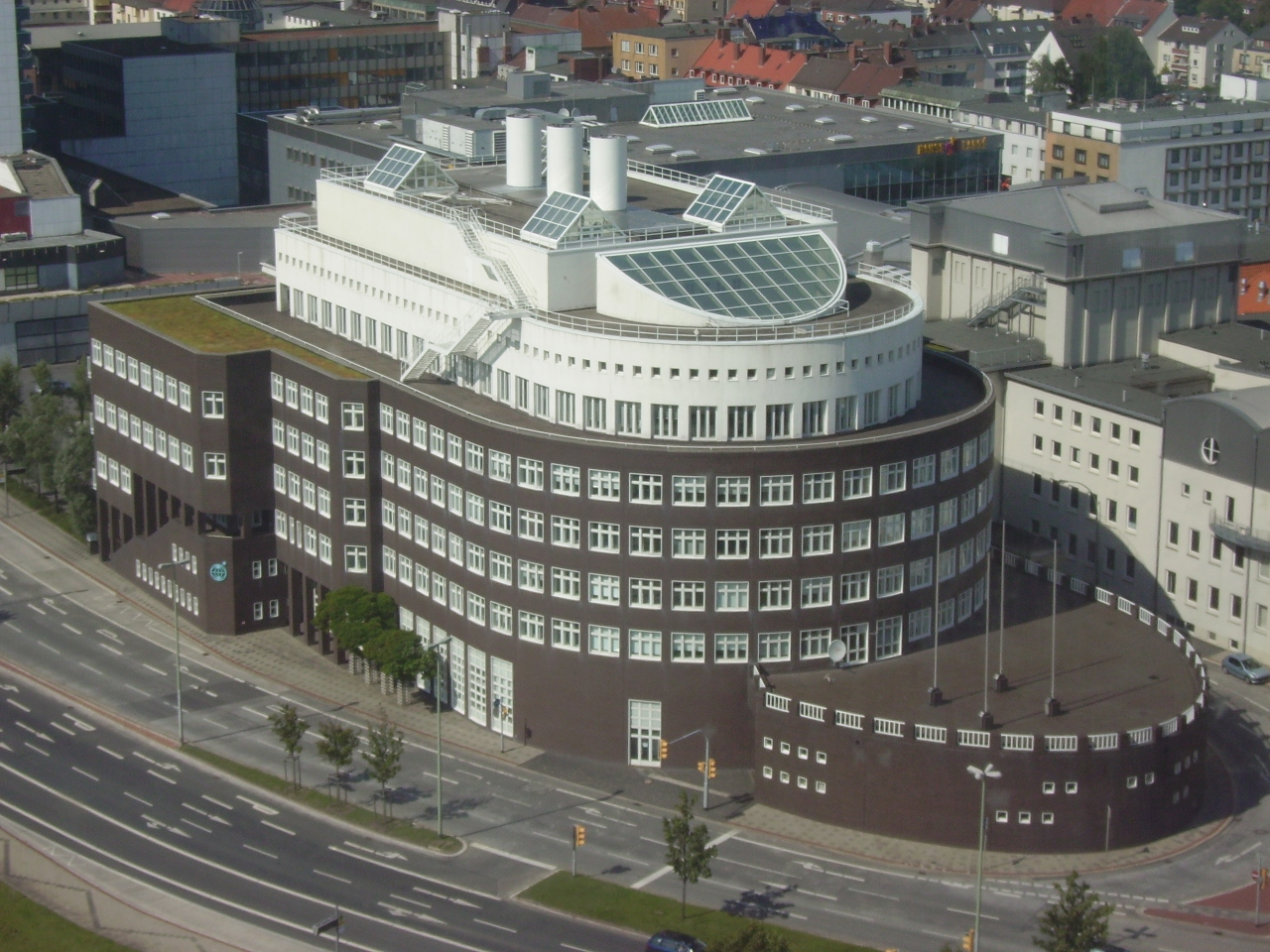
阿爾弗雷德·魏格納極地與海洋研究所，德國不萊梅哈芬。
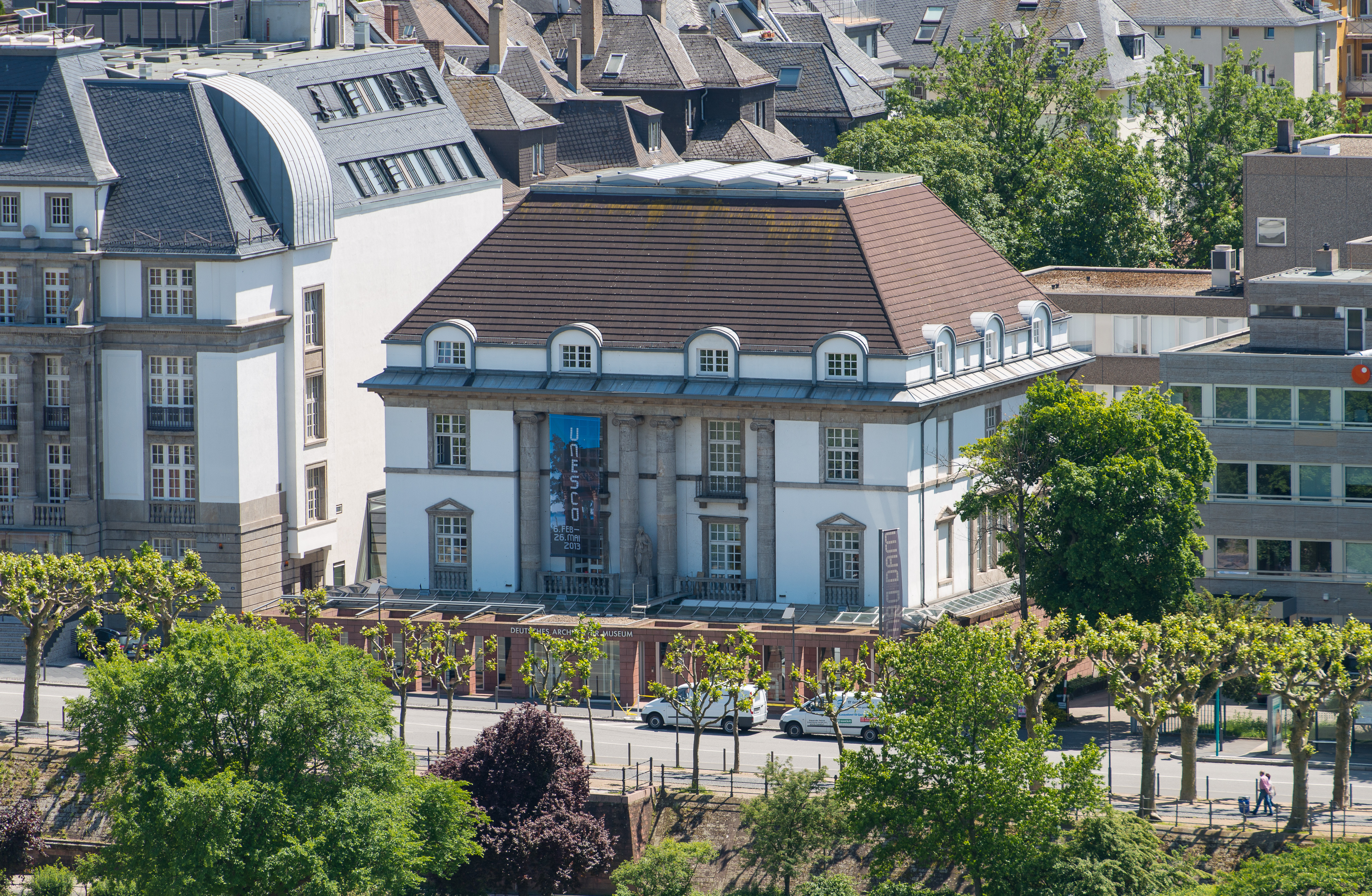
德國建築博物館，德國法蘭克福。
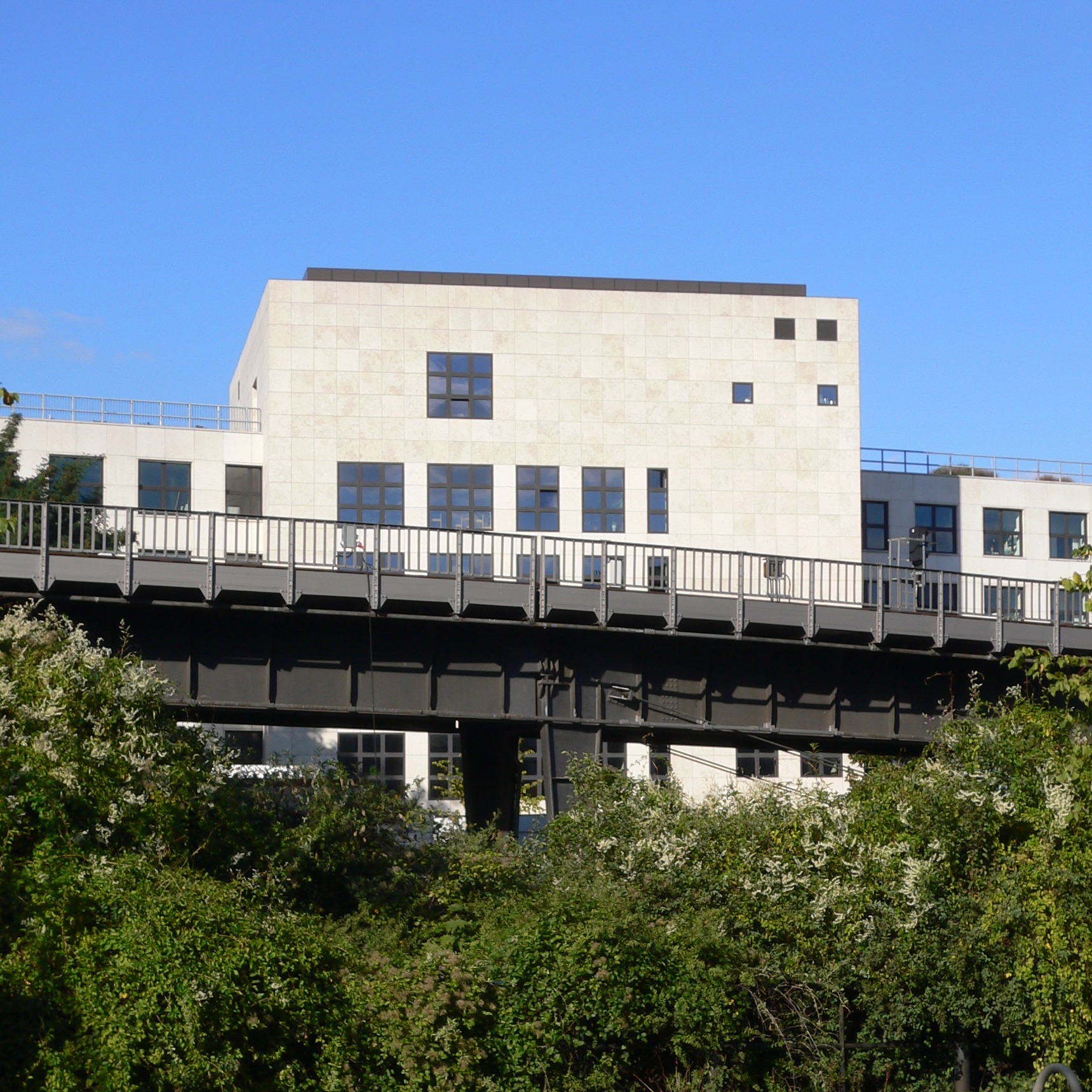
家事法庭，德國柏林十字山。

## 著作
- 《形態學：城市中的隱喻》（英語：Morphologie. City Metaphors），König，1982年。（英文）
- 《建築的主題》（德語：Die Thematisierung der Architektur），1983年，多特蒙德工業大學出版，2009年，ISBN 978-3-7212-0698-2。（德文）
- 《使用圖像、隱喻和類比進行設計：關於形態學概念之註釋》（德語：Entwerfen mit Vorstellungsbildern, Metaphern und Analogien. Anmerkungen zu einem morphologischen Konzept），Architektur，1991年，斯圖加特。（德文）
- 《辯證的城市》（英語：The Dialectic City），Skira Editore，1997年。（英文）

## 外部連結
- 翁格爾斯建築研究檔案庫官方網站 （页面存档备份，存于）
- 《泰晤士報》訃聞，2007-10-8 （页面存档备份，存于）
- 《衛報》訃聞，2007-10-18